# Cosimo Ferri
Cosimo Maria Ferri (Pontremoli, 17 aprile 1971) è un politico e magistrato italiano, sottosegretario di Stato alla giustizia nel governo Letta, nel governo Renzi, e nel governo Gentiloni, dal 2018 deputato per il Partito Democratico e dal settembre 2019 di Italia Viva. Magistrato ordinario, è stato membro del Consiglio superiore della magistratura. Dal 2023 è in servizio presso il Dipartimento affari di giustizia del Ministero della giustizia. Giudice tributario è vice presidente del Consiglio di presidenza della giustizia tributaria per la consiliatura 2023-2027.

## Biografia
Nato a Pontremoli, in provincia di Massa-Carrara, figlio del magistrato e politico forzista Enrico (europarlamentare, deputato alla Camera, ministro dei lavori pubblici nel governo De Mita e segretario del PSDI), si è laureato in giurisprudenza all'Università di Pisa nel 1993.

### Attività in magistratura
Entra in magistratura nel 1997, vincendo il concorso di uditore giudiziario, prestato a Roma, venendo quindi assegnato al tribunale di Massa.
Nel 2006 viene eletto, ad appena 35 anni, componente del Consiglio superiore della magistratura (CSM), avendo conseguito 553 preferenze, e rimane in carica fino al 2010. Nel primo anno consiliare (2006-2007) è stato designato presidente dell'8ª Commissione; nel quarto e ultimo anno (2009-2010) è stato presidente della 7ª Commissione, la quale si occupa dell'organizzazione degli uffici giudiziari.
Al congresso del 23 gennaio 2011 di Magistratura indipendente è stato eletto segretario generale. Giudice al tribunale di Massa, sezione penale di Carrara.
Il 28 febbraio 2012, alle elezioni per il rinnovo delle cariche nazionali dell'Associazione nazionale magistrati (ANM), consegue 1.199 voti di preferenza, risultando il più votato d'Italia e stabilendo un record mai registrato prima nelle elezioni nazionali riservate ai magistrati.
Dopo il periodo di aspettativa per mandato parlamentare è stato ricollocato in ruolo dal Consiglio Superiore della Magistratura e nel 2023 è stato destinato come magistrato ordinario addetto presso il Dipartimento Affari di Giustizia del Ministero della giustizia.
Giudice tributario in servizio presso la Corte di Giustizia di primo grado di Napoli, nelle elezioni dei componenti del Consiglio di presidenza della giustizia tributaria, tenutesi il 24 settembre 2023, si è posizionato al secondo posto con 832 preferenze risultando il primo eletto tra i magistrati ordinari. Vice presidente del Consiglio di presidenza della giustizia tributaria (CPGT) per la consiliatura 2023-2027 è componente delle seguenti commissioni: status e assenze, studi e riforme, bilancio, sviluppo e aggiornamento degli strumenti informatici e telematici per i giudici tributari e contenzioso.

### Attività politica

#### Sottosegretario alla giustizia
In seguito alla nascita del governo di larghe intese guidato da Enrico Letta tra Il Popolo della Libertà (PdL), Partito Democratico (PD), Unione di Centro e Scelta Civica, il 3 maggio 2013 entra a far parte del governo Letta, venendo nominato il 2 maggio dal Consiglio dei Ministri (CdM) sottosegretario di Stato al Ministero della Giustizia, in quota PdL, affiancando la ministra Anna Maria Cancellieri.
Dopo la crisi che ha visto uscire la componente berlusconiana del governo Letta, ha dichiarato di essere un tecnico (infatti non era candidato alle elezioni) ed è rimasto sottosegretario.
Con la caduta e la fine del governo Letta per volere del neo-segretario del PD Matteo Renzi per diventare Presidente del Consiglio, e alla nascita del suo governo, il 28 febbraio 2014 viene confermato sottosegretario alla giustizia dal CdM, affiancando il neo-ministro del PD Andrea Orlando.
Il 6 luglio 2014, in occasione del rinnovo di sedici membri del CSM, scoppia una polemica relativa a un SMS inviato da Ferri a suoi ex colleghi di Magistratura indipendente per indirizzare il voto a favore di Lorenzo Pontecorvo, presidente di sezione presso il Tribunale civile di Roma, e Luca Forteleoni, Sostituto Procuratore a Nuoro. Immediata è la reazione di ANM che lo accusa di indebita interferenza della politica e del governo nelle attività elettorali del CSM.
Con la nascita del Governo Gentiloni, il successivo 29 dicembre 2016 viene ancora confermato nel ruolo di sottosegretario alla giustizia, che manterrà fino al 1º giugno 2018.

#### Deputato alla Camera
Alle elezioni politiche del 2018 viene candidato alla Camera dei deputati nel collegio uninominale Toscana - 08 (Massa) per la coalizione di centro-sinistra in rappresentanza del PD, ottenendo il 25,46% e venendo sconfitto da Deborah Bergamini del centro-destra (37,44%) e Adriano Simoncini del Movimento 5 Stelle (28,94%), ma da capolista del Partito Democratico nel collegio plurinominale Toscana - 04, risultando eletto.
A seguito della scissione del PD da parte del gruppo dei parlamentari renziani, Cosimo Ferri aderisce a settembre 2019 a Italia Viva, il partito fondato da Matteo Renzi di stampo liberale e centrista.
Alle elezioni comunali in Toscana del 2022 si candida a sindaco di Carrara, sostenuto da una coalizione formata dal Partito Socialista Italiano e dalle liste civiche Lista Ferri (appoggiata da Italia Viva) e #PrimaCarrara. Al primo turno raccoglie il 15,1% dei voti, arrivando quarto e non accedendo al ballottaggio, in occasione del quale decide di sostenere il candidato della Lega Simone Caffaz, che viene però sconfitto dalla candidata del centro-sinistra Serena Arrighi.
Alle elezioni politiche del 2022 viene ricandidato alla Camera nel collegio uninominale Toscana - 02 (Massa) per la lista Azione - Italia Viva, ottenendo l'8,59% e arrivando in quarta posizione (vince Elisa Montemagni del centro-destra con il 44,86%), oltreché come capolista nel collegio plurinominale Liguria - 01 e in terza posizione nel collegio plurinominale Emilia-Romagna - 01, senza risultare rieletto.

## Controversie
Secondo l'inchiesta per corruzione della procura di Perugia, a carico di altri soggetti e nella quale Cosimo Ferri non è mai stato indagato ma solo sentito come testimone, nel maggio 2019 si sarebbero svolti numerosi incontri tra Luca Palamara, membro del CSM poi dimessosi in seguito all'indagine e i deputati PD Cosimo Ferri e Luca Lotti per discutere la nomina del capo della procura di Roma, la quale ha chiesto il processo per Lotti.Per questa inchiesta Cosimo Ferri è stato assolto dalla sesta sezione disciplinare del Consiglio Superiore della Magistratura con la formula "perché il fatto non sussiste". La Giunta per le Autorizzazioni della Camera aveva negato l'utilizzo delle intercettazioni, avvenute tramite captazioni informatiche mezzo trojan. Trattandosi dell'unica prova la sezione disciplinare del CSM non ha sollevato un nuovo conflitto di attribuzione e ha deciso per l'assoluzione.